# Чеболь
Чебо́ль (кор. 재벌 [tɕɛ̝.bʌl] ( прослухати); букв. «багата родина», також «фінансова група; олігархи, плутократи») — південнокорейська форма фінансово-промислових груп. Аналог японських дзайбацу. Конгломерат, що є групою формально самостійних фірм, які знаходяться в власності певних сімей і знаходяться під єдиним адміністративним і фінансовим контролем. Чеболь часто складається з багатьох різноманітних філій, підконтрольних власнику, влада якого над групою часто перевищує юридичні повноваження. Чеболі виникли в Південній Кореї наприкінці Корейської війни й існують досі.

## Найвідоміші чеболі
- Samsung
- LG
- Hyundai
- Daewoo
- Lotte
- KT Corporation